# Europese kampioenschappen schaatsen 2018
De Europese kampioenschappen schaatsen afstanden 2018 voor mannen en vrouwen vonden van 5 tot en met 7 januari plaats op de ijsbaan Kometa in Kolomna, Rusland.
Het was de eerste keer dat de Europese kampioenschappen per afstand werden gehouden, zij het zonder de 10.000 meter voor mannen en de 5.000 meter voor vrouwen. In 2016 besloot de ISU om een EK Allround en Sprint in de oneven jaren te houden en een EK Afstanden in de even jaren.

## Toewijzing
De volgende plaatsen/ijsbanen hadden een bid ingediend om het EK schaatsen 2018 te mogen organiseren:
| Land      | Plaats          | IJsbaan                  |
| --------- | --------------- | ------------------------ |
| Italië    | Baselga di Piné | Circolo Pattinatori Pinè |
| Noorwegen | Hamar           | Vikingskipet             |
| Rusland   | Kolomna         | Kometa                   |

Op 13 juni 2016 werd bekend dat het EK schaatsen 2018 is toegewezen aan Kolomna, Rusland.

## Programma
| Vrijdag 5 januari                                     | Zaterdag 6 januari                                    | Zondag 7 januari |
| ----------------------------------------------------- | ----------------------------------------------------- | --- |
| 0500m vrouwen 0500m mannen 1500m vrouwen 1500m mannen | 1000m vrouwen 1000m mannen 3000m vrouwen 5000m mannen | Ploegenachtervolging vrouwen Ploegenachtervolging mannen Teamsprint vrouwen Teamsprint mannen Massastart vrouwen Massastart mannen |

## Medailles

### Mannen
| Onderdeel                    | Goud                       | Goud    | Zilver                        | Zilver  | Brons                      | Brons   |
| ---------------------------- | -------------------------- | ------- | ----------------------------- | ------- | -------------------------- | ------- |
| 500 m Details                | Ronald Mulder Nederland    | 34,80   | Mika Poutala Finland          | 34,85   | Pavel Koelizjnikov Rusland | 34,85   |
| 1000 m Details               | Pavel Koelizjnikov Rusland | 1.08,84 | Denis Joeskov Rusland         | 1.08,92 | Nico Ihle Duitsland        | 1.08,95 |
| 1500 m Details               | Denis Joeskov Rusland      | 1.44,53 | Thomas Krol Nederland         | 1.45,20 | Koen Verweij Nederland     | 1.46,40 |
| 5000 m Details               | Nicola Tumolero Italië     | 6.16,85 | Aleksandr Roemjantsev Rusland | 6.18,13 | Marcel Bosker Nederland    | 6.20,45 |
| Massastart Details           | Jan Blokhuijsen Nederland  |         | Andrea Giovannini Italië      |         | Roeslan Zacharov Rusland   |         |
| Teamsprint Details           | Rusland                    | 1.19,38 | Finland                       | 1.21,19 | Polen                      | 1.21,29 |
| Ploegenachtervolging Details | Nederland                  | 3.42,79 | Rusland                       | 3.44,59 | Polen                      | 3.52,60 |

### Vrouwen
| Onderdeel                    | Goud                          | Goud    | Zilver                        | Zilver  | Brons                      | Brons   |
| ---------------------------- | ----------------------------- | ------- | ----------------------------- | ------- | -------------------------- | ------- |
| 500 m Details                | Vanessa Herzog Oostenrijk     | 37,13   | Angelina Golikova Rusland     | 37,48   | Karolína Erbanová Tsjechië | 37,57   |
| 1000 m Details               | Jekaterina Sjichova Rusland   | 1.15,34 | Vanessa Herzog Oostenrijk     | 1.15,44 | Marrit Leenstra Nederland  | 1.15,74 |
| 1500 m Details               | Lotte van Beek Nederland      | 1.55,52 | Jekaterina Sjichova Rusland   | 1.56,57 | Marrit Leenstra Nederland  | 1.56,58 |
| 3000 m Details               | Esmee Visser Nederland        | 4.05,31 | Carlijn Achtereekte Nederland | 4.06,81 | Natalja Voronina Rusland   | 4.07,62 |
| Massastart Details           | Francesca Lollobrigida Italië |         | Francesca Bettrone Italië     |         | Vanessa Herzog Oostenrijk  |         |
| Teamsprint Details           | Rusland                       | 1.26,71 | Nederland                     | 1.28,65 | Noorwegen                  | 1.31,88 |
| Ploegenachtervolging Details | Nederland                     | 2.59,34 | Rusland                       | 3.01,88 | Duitsland                  | 3.05,03 |

### Medailleklassement
|   | Land       | Goud | Zilver | Brons | Totaal |
| - | ---------- | ---- | ------ | ----- | ------ |
| 1 | Nederland  | 6    | 3      | 4     | 13     |
| 2 | Rusland    | 5    | 6      | 3     | 14     |
| 3 | Italië     | 2    | 2      | 0     | 4      |
| 4 | Oostenrijk | 1    | 1      | 1     | 3      |
| 5 | Finland    | 0    | 2      | 0     | 2      |
| 6 | Duitsland  | 0    | 0      | 2     | 2      |
| " | Polen      | 0    | 0      | 2     | 2      |
| 8 | Noorwegen  | 0    | 0      | 1     | 1      |
| " | Tsjechië   | 0    | 0      | 1     | 1      |

## Belgische deelnemers
| Mannen                                                                                                 |
| --- |
| Mathias Vosté, 12e op 500m, 11e op 1000m, 13e op 1500m, 6e op massastart Jordan McMillen, 16e op 5000m |

## Nederlandse deelnemers
| Mannen | Vrouwen |
| --- | --- |
| Michel Mulder, 7e op 500m · Ronald Mulder, op 500m · Hein Otterspeer, 8e op 1000m · Thomas Krol, 4e op 1000m, op 1500m, · Koen Verweij, 7e op 1000m, op 1500m · Marcel Bosker, 4e op 1500m, op 5000m · Simon Schouten, 6e 5000m, 4e massastart · Jan Blokhuijsen, op massastart | Mayon Kuipers, 9e op 500m · Sanneke de Neeling, 7e op 500m · Letitia de Jong, 6e op 500m, 5e op 1000m · Lotte van Beek, 4e op 1000m, op 1500m · Marrit Leenstra, op 1000m, op 1500m · Linda de Vries, 4e op 1500m · Esmee Visser, op 3000m · Carlijn Achtereekte, op 3000m, 8e op massastart · Annouk van der Weijden, 5e op massastart |
| op ploegenachtervolging (m) (Blokhuijsen, Bosker, Schouten) · DQ op teamsprint (m) (M. Mulder, Otterspeer, Verweij) · op ploegenachtervolging (v) (Van Beek, Leenstra, Melissa Wijfje) · op teamsprint (v) (De Jong, Kuipers, De Neeling)                                       | |